# Woolpit Green
Woolpit Green – osada w Anglii, w hrabstwie Suffolk. Leży 26 km na północny zachód od miasta Ipswich i 105 km na północny wschód od Londynu.